# Нома (Флорида)
Нома (англ. Noma) — місто (англ. town) в США, в окрузі Голмс штату Флорида. Населення — 208 осіб (2020).

## Географія
Нома розташована за координатами 30°58′39″ пн. ш. 85°37′14″ зх. д. / 30.97750° пн. ш. 85.62056° зх. д. (30.977444, -85.620651).  За даними Бюро перепису населення США в 2010 році місто мало площу 2,76 км², з яких 2,69 км² — суходіл та 0,07 км² — водойми.

## Демографія
Згідно з переписом 2010 року, у місті мешкало 211 осіб у 86 домогосподарствах у складі 60 родин. Густота населення становила 76 осіб/км².  Було 96 помешкань (35/км²).
Расовий склад населення:
| - 77,7 % — білих - 21,3 % — чорних або афроамериканців |

До двох чи більше рас належало 0,9 %. Частка іспаномовних становила 0,0 % від усіх жителів.
За віковим діапазоном населення розподілялося таким чином: 24,2 % — особи молодші 18 років, 61,6 % — особи у віці 18—64 років, 14,2 % — особи у віці 65 років та старші. Медіана віку мешканця становила 41,4 року. На 100 осіб жіночої статі у місті припадало 83,5 чоловіків;  на 100 жінок у віці від 18 років та старших — 92,8 чоловіків також старших 18 років.
Середній дохід на одне домашнє господарство  становив 37 956 доларів США (медіана — 30 750), а середній дохід на одну сім'ю — 47 700 доларів (медіана — 48 000). Медіана доходів становила 23 333 долари для чоловіків та 25 625 доларів для жінок. За межею бідності перебувало 29,8 % осіб, у тому числі 48,2 % дітей у віці до 18 років та 0,0 % осіб у віці 65 років та старших.
Цивільне працевлаштоване населення становило 86 осіб. Основні галузі зайнятості: роздрібна торгівля — 24,4 %, освіта, охорона здоров'я та соціальна допомога — 17,4 %, транспорт — 14,0 %.